# Strobilanthes comosa
Strobilanthes comosa är en akantusväxtart som beskrevs av Raymond Benoist. Strobilanthes comosa ingår i släktet Strobilanthes och familjen akantusväxter. Inga underarter finns listade i Catalogue of Life.